# Dometorina tropica
Dometorina tropica är en kvalsterart som först beskrevs av Balogh 1958.  Dometorina tropica ingår i släktet Dometorina och familjen Hemileiidae. Inga underarter finns listade i Catalogue of Life.